# Eric Betzig
Eric Betzig (n. 13 ianuarie 1960, Ann Arbor, Michigan, SUA) este un chimist, cercetător la Janelia Farm Research Campus, Howard Hughes Medical Institute, Ashburn, Virginia, SUA. Este laureat al Premiului Nobel pentru Chimie 2014, împreună cu Stefan W. Hell și William E. Moerner, „pentru dezvoltarea microscopiei fluorescente cu super-rezoluție”.